# Karl von Urban
Il barone Karl von Urban (Cracovia, 31 agosto 1802 – Brünn, 1º gennaio 1877) è stato un militare austriaco.

## Biografia

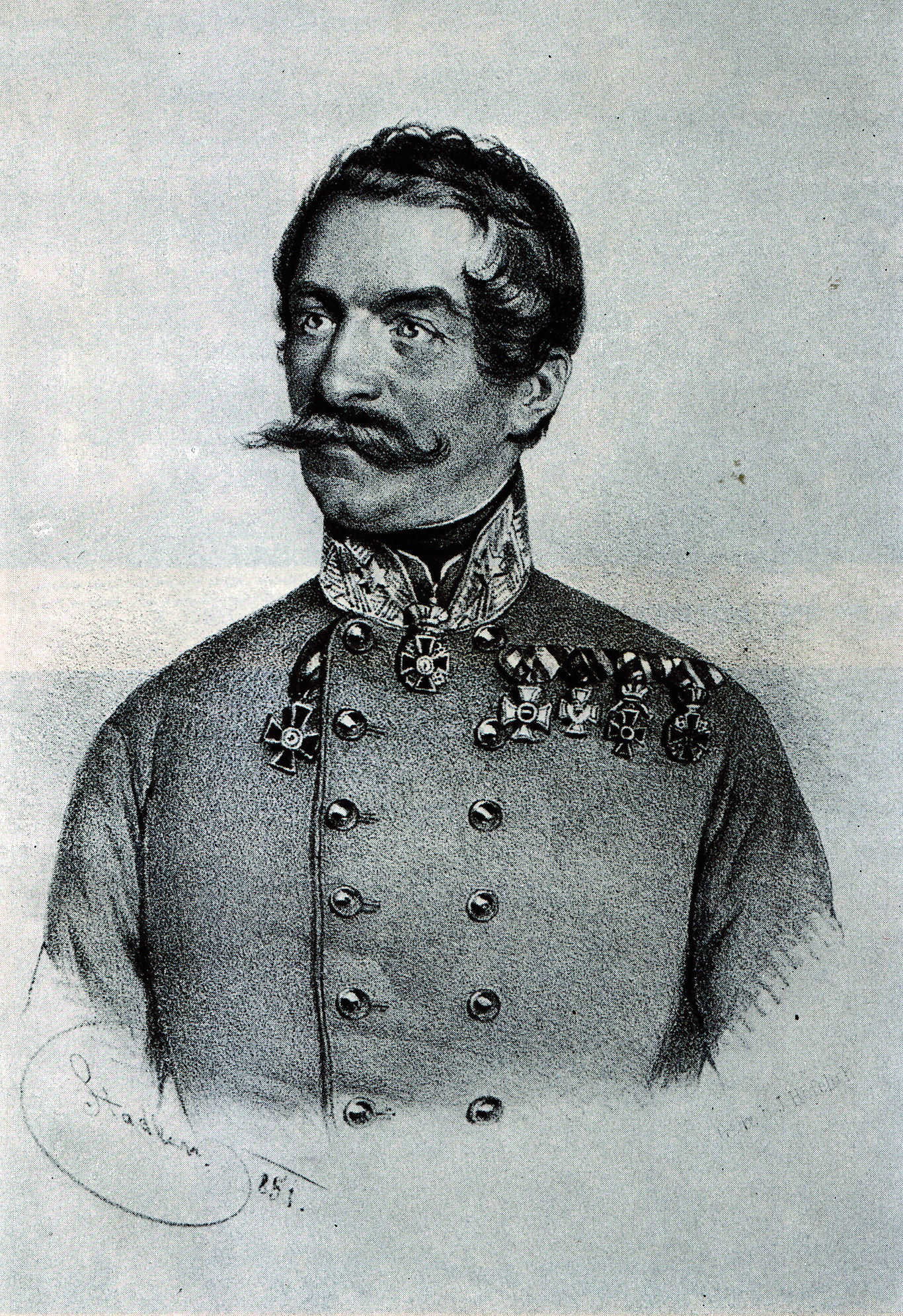
Karl von Urban in una litografia del 1851

Dopo aver iniziato la propria carriera nel corpo dei cadetti, entrò nell'esercito austriaco e venne nominato ufficiale nel 1848.
Nell'ambito della Rivoluzione ungherese del 1848 riuscì a sopprimere un'insurrezione a Székler, con 1.500 Granatieri contro 10.000 rivoluzionari, il 18 novembre 1848. Dopo questo episodio si distinse molte altre volte nella campagna ungherese sino ad essere promosso al grado di Maggiore Generale nel 1850 e, dopo aver ottenuto il titolo nobiliare di Barone nel 1851, nel 1857 ottenne il grado di Feldmaresciallo Luogotenente.
Ancora impegnato sul campo di battaglia, si scontrò nell'ambito della seconda guerra d'indipendenza italiana del 1859 con Giuseppe Garibaldi, nelle battaglie di Varese, San Fermo e liberazione della città di Como. Partecipò successivamente alla battaglia di Magenta, durante la quale gli austriaci vennero pesantemente sconfitti. Durante la ritirata austriaca in Lombardia, riuscì ad ottenere una brillante vittoria sui Cacciatori delle Alpi, sconfiggendo Garibaldi e i generali Cosenz e Tur nella battaglia di Treponti. Lo scontro, nel quale i garibaldini ebbero oltre 150 morti, 70 prigionieri e un numero elevatissimo di feriti, si rivelò essere l’unica battaglia nella campagna del 1859 nella quale le truppe austriache ebbero la meglio sui franco-piemontesi.
Dopo la Battaglia di Solferino e San Martino il comando supremo venne trasferito a Verona e Urban si ritirò dalla carriera militare.
In Italia, la sua fama rimase per lungo tempo legata alla strage della famiglia Cignoli, da Urban ordinata in prima persona, e alle rappresaglie, quali confische di cibo e catture di ostaggi che era solito perpetrare, al minimo sospetto di collaborazionismo verso gli alleati, sulla popolazione locale.
Morì il 1º gennaio 1877 a Brünn, suicidatosi (come ricordano le testimonianze dell'epoca).